# Deutsche Fußballmeisterschaft der B-Junioren 2004/05
Die deutsche B-Jugendmeisterschaft 2005 war die 29. Auflage dieses Wettbewerbes. Meister wurde Hertha BSC mit einem 2:0-Finalsieg über Gastgeber Hansa Rostock.

## Teilnehmende Mannschaften
| Regionalliga Nord        | Regionalliga Nordost                               | Regionalliga West           | Regionalliga Südwest                                        | Regionalliga Süd                                        |
| ------------------------ | -------------------------------------------------- | --------------------------- | ----------------------------------------------------------- | ------------------------------------------------------- |
| - Meister: VfL Wolfsburg | - Meister: Hertha BSC - Vizemeister: Hansa Rostock | - Meister Borussia Dortmund | - Meister: 1. FSV Mainz 05 - Vizemeister: 1. FC Saarbrücken | - Meister: VfB Stuttgart - Vizemeister TSV 1860 München |

### Viertelfinale
| Datum                      |               | Ergebnis        |               |
| -------------------------- | ------------- | --------------- | ------------- |
| 11. Juni 2005 um 11:00 Uhr | 1860 München  | 1:1 (0:1)       | VfB Stuttgart |
| 14. Juni 2005 um 18:30 Uhr | VfB Stuttgart | 1:1 (0:0)       | 1860 München  |
| Gesamt:                    | 1860 München  | 2:2 (5:4 i. E.) | VfB Stuttgart |

| Datum                      |               | Ergebnis        |               |
| -------------------------- | ------------- | --------------- | ------------- |
| 12. Juni 2005 um 10:30 Uhr | Hansa Rostock | 1:0 (0:0)       | VfL Wolfsburg |
| 15. Juni 2005 um 18:30 Uhr | VfL Wolfsburg | 2:1 (2:0)       | Hansa Rostock |
| Gesamt:                    | Hansa Rostock | 2:2 (4:2 i. E.) | VfL Wolfsburg |

| Datum                      |                   | Ergebnis  |                   |
| -------------------------- | ----------------- | --------- | ----------------- |
| 12. Juni 2005 um 11:00 Uhr | 1. FC Saarbrücken | 0:4 (0:1) | Hertha BSC        |
| 15. Juni 2005 um 16:00 Uhr | Hertha BSC        | 4:0 (2:0) | 1. FC Saarbrücken |
| Gesamt:                    | 1. FC Saarbrücken | 0:8       | Hertha BSC        |

| Datum                      |                   | Ergebnis          |                   |
| -------------------------- | ----------------- | ----------------- | ----------------- |
| 12. Juni 2005 um 11:00 Uhr | Borussia Dortmund | 3:0 (2:0)         | 1. FSV Mainz 05   |
| 15. Juni 2005 um 18:00 Uhr | 1. FSV Mainz 05   | 3:0 (3:0)         | Borussia Dortmund |
| Gesamt:                    | Borussia Dortmund | 3:3 (11:10 i. E.) | 1. FSV Mainz 05   |

### Halbfinale
| Datum                      |               | Ergebnis  |               |
| -------------------------- | ------------- | --------- | ------------- |
| 19. Juni 2005 um 11:00 Uhr | VfB Stuttgart | 1:2 (0:1) | Hansa Rostock |
| 26. Juni 2005 um 11:00 Uhr | Hansa Rostock | 1:1 (0:0) | VfB Stuttgart |
| Gesamt:                    | VfB Stuttgart | 2:3       | Hansa Rostock |

| Datum                      |                   | Ergebnis        |                   |
| -------------------------- | ----------------- | --------------- | ----------------- |
| 19. Juni 2005 um 13:30 Uhr | Hertha BSC        | 5:1 (1:0)       | Borussia Dortmund |
| 26. Juni 2005 um 11:00 Uhr | Borussia Dortmund | 4:0 (1:0)       | Hertha BSC        |
| Gesamt:                    | Hertha BSC        | 5:5 (4:3 i. E.) | Borussia Dortmund |

## Finale
| Hansa Rostock                                                 | Hansa Rostock | Hertha BSC | Hertha BSC |
| ------------------------------------------------------------- | --- | --- | ---------- |
| Hansa Rostock                                                 | \| Sonntag, 3. Juli 2005 um 11:00 Uhr in Rostock (Ostseestadion) \| \| Ergebnis: 0:2 (0:1) \| \| Zuschauer: 3.723 \| \| Schiedsrichter: Michael Kempter (Sauldorf) \|                                                                                         | \| Sonntag, 3. Juli 2005 um 11:00 Uhr in Rostock (Ostseestadion) \| \| Ergebnis: 0:2 (0:1) \| \| Zuschauer: 3.723 \| \| Schiedsrichter: Michael Kempter (Sauldorf) \|                                                                             | Hertha BSC |
| Hansa Rostock                                                 | Tobias Werk – Tom Kruse, Tom Buschke, Stefan Person, René Lange (56. Erik Waterstraat) – Felix Drecoll, Toni Kroos, Tobias Jänicke, Darren White (41. Georg Simm) – Marcus Neun (61. Patrick Kühn), Guido Koçer (77. Cole Peverley) Cheftrainer: Thomas Finck | Sascha Burchert – Manuel Schmiedebach, Rico Morack, Christopher Schorch, Jérôme Boateng – Patrick Reiß (70. Dennis Vogler), Sascha Bigalke, Elias Pech, Marvin Knoll (74. Sebastian Huke) – Dennis Lemke, Markus Moschko Cheftrainer: Dirk Kunert | Hertha BSC |
| Hansa Rostock                                                 | 0:1 Moschko (38.) 0:2 Huke (78.) | | Hertha BSC |
| Sonntag, 3. Juli 2005 um 11:00 Uhr in Rostock (Ostseestadion) | | |            |
| Ergebnis: 0:2 (0:1)                                           | | |            |
| Zuschauer: 3.723                                              | | |            |
| Schiedsrichter: Michael Kempter (Sauldorf)                    | | |            |